# Die Todesreiter von Kansas
Die Todesreiter von Kansas (Originaltitel: Trail Street) ist ein US-amerikanischer Western aus dem Jahr 1947 von Ray Enright mit Randolph Scott und Robert Ryan in den Hauptrollen. Der Film wurde von RKO Radio Pictures produziert und basiert auf dem Roman Golden Horizons von William Corcoran.

## Handlung
Im späten 19. Jahrhundert wird die Stadt Liberal in Kansas von Gesetzlosen heimgesucht, die von Viehzüchtern angeheuert wurden, um Farmer zu terrorisieren und Vieh über ihre ausgedörrten Felder zu treiben. Auf Wunsch von Allen Harper, dem größten Landinvestor der Region, hat Billy Burns seinen Freund, den US-Marshal Bat Masterson, um Hilfe gebeten. Allen und Billy hoffen, dass der legendäre Gesetzeshüter den Job des Sheriffs übernimmt und für Recht und Ordnung in der Stadt sorgt. Allen hofft auch, dass seine Geliebte Susan Pritchard nicht wie angedroht mit dem korrupten Viehzüchter Logan Maury in den Osten zurückkehrt, sondern mit ihm die schwierigen Zeiten in Liberal durchstehen wird.
Als Lance Larkin, einer von Maurys Handlangern, mitten auf der Straße beginnt, einen Farmer zu verprügeln, kommt Allen ihm zu Hilfe und wird von Bat unterstützt, der gerade in der Stadt angekommen ist. Der Bürgermeister ernennt Bat offiziell zum Sheriff, der wiederum einen widerstrebenden Billy zu seinem Stellvertreter macht. Während Bat, Billy und Allen über die geheimen Pläne des Farmers Tim McKeon sprechen, dürreresistente Pflanzen anzubauen, hört Larkin aus seiner Gefängniszelle zu und übermittelt die Neuigkeiten an Maury. Als Allen und Billy den lebhaften Tim besuchen, der im Kampf mit den Gesetzlosen verletzt wurde, besteht Allen darauf, dass er sich zum Schutz seine Waffe leiht. In der Stadt versucht Maury unterdessen, Bat zu bestechen, damit er sich auf seine Seite stellt. Bat weigert sich jedoch entschieden und vereitelt Maurys Attentat auf sein Leben mit Leichtigkeit. Später wird Allen zu Hause von Ruby Stone besucht, einer Saloon-Sängerin, die in Maury verliebt ist. Ruby, die Allen seit ihrer Kindheit kennt, ist eifersüchtig auf Susan, warnt ihn vor ihrer Beziehung zu Maury und geht wütend. Rubys Abreise wird von Hannah, Allens neugieriger Nachbarin, beobachtet. Als Susan Hannah am nächsten Tag sieht, informiert sie sie fröhlich über Rubys Besuch bei Allen. Susan, die nicht weiß, dass Allens Eltern Susan als Kind adoptiert haben, brüskiert Allen an diesem Abend auf ihrer Geburtstagsfeier und tanzt mit Maury. Später weigert sich Susan, sich Allens Erklärungen anzuhören und teilt ihm mit, dass sie am nächsten Tag mit Maury abreist.
Bat erfährt unterdessen, dass Tim mit Allens Waffe ermordet wurde und dass sich ein Mob unter der Führung des korrupten Saloonwirts Carmody formiert, um Allen zu lynchen. Bat ist sich sicher, dass Larkin, den er zuvor aus dem Gefängnis entlassen hat, der Mörder ist. Er eilt zu Allen und schickt ihn, nachdem er ihn zum Deputy gemacht hat, in den nächsten Bezirk, um Larkin zu finden. Zu Carmodys Leidwesen kann Bat, der in Liberal eine Waffenverbotsverordnung erlassen hat, den Mob zerstreuen. Unterdessen nimmt Allen Larkin auf einem Bauernhof gefangen und erfährt, dass der Sohn des Farmerehepaars in der prallen Sonne von Kansas Winterweizen gepflanzt und erfolgreich eine Ernte eingebracht hat. Begeistert reitet Allen mit Larkin und einer Tüte Weizensamen zurück nach Liberal, stellt jedoch bald fest, dass die meisten armen Bauern gerade ihre Hypotheken an Maury verkauft haben. Als die Stadtbewohner und Bauern auf Maurys juristischen „Betrug“ aufmerksam werden, verbünden sie sich mit Bat, der Maury eine Falle stellen will, indem er seine Absicht ankündigt, Larkin wegen Mordes an Tim vor Gericht zu stellen. Wie vorhergesagt versammelt Maury seine Männer, um Larkin zu befreien, doch sie werden von Bat, Allen, einer nachsichtigen Susan und einer Armee wütender Farmer aufgehalten. Ruby teilt Maury mit, dass sie seine nicht registrierten Grundstücksverkaufsbelege verbrannt und damit seine Erwerbungen ungültig gemacht hat. Wütend über Rubys Verrat schießt Maury ihr in den Rücken, wird dann aber von seinen eigenen Männern getötet, die ihn als „Frauenmörder“ verurteilen. Nachdem Recht und Ordnung in Liberal eingeführt sind, macht sich Bat auf den Weg in den Osten, um Journalist zu werden, während Susan und Allen heiraten und Billy zum neuen Sheriff ernannt wird.

## Hintergrund
Gedreht wurde der Film vom 26. Juli bis Mitte September 1946 auf der Movie Ranch des Studios in Encino und in Agoura Hills.
Wie im Film dargestellt, wurde Kansas zu einem Weizen produzierenden Staat, nachdem eine hitzebeständige Sorte eingeführt wurde. Die Sorte, die von mennonitischen Siedlern mitgebracht wurde, wurde „Turkey Red“ genannt.
Der echte Bat Masterson (1853–1921) war von 1877 bis 1879 Sheriff von Dodge City. Nachdem er abgewählt worden war, ging er mit Wyatt Earp nach Tombstone,  kehrte aber 1883 nach Dodge City zurück, um seinem Freund, dem Spieler Luke Short, im Kampf gegen örtliche Reformer zu helfen, was zum sogenannten „Dodge City War“ führte. Von da an bis zum Ende des Jahrhunderts war Masterson ein professioneller Spieler in Colorado. Wie im Film dargestellt, strebte Masterson eine Karriere als Schriftsteller an und wurde am Ende seines Lebens Theaterkritiker und Sportreporter in New York.
Für die Kampfszenen zwischen den Farmern und den Gesetzlosen wurden 500 Komparsen engagiert.
Bei der Filmpremiere in Liberal wurde eine ca. sechs Kilometer lange Parade durchgeführt. Es nahmen 12 Musikkapellen, Indianer aus dem benachbarten Annadarko-Reservat, Soldaten aus Fort Riley, Cowboys, Kutschen und weitere Western-Merkmale teil.
Ralph Berger und Albert S. D’Agostino oblag die künstlerische Leitung. Darrell Silvera und John Sturtevant waren für das Szenenbild zuständig. Musikalischer Direktor war Constantin Bakaleinikoff.

## Synchronisation
Die deutsche Synchronfassung entstand 1949 im Auftrag der Motion Picture Export Association in Berlin unter der Dialogregie von Siegfried Wölffer nach einem Dialogbuch von Richard Busch.
| Rolle         | Schauspieler      | Deutscher Synchronsprecher |
| ------------- | ----------------- | -------------------------- |
| Bat Masterson | Randoph Scott     | Axel Monjé                 |
| Allen Harper  | Robert Ryan       | Franz Nicklisch            |
| Ruby Stone    | Anne Jeffreys     | Till Klockow               |
| Billy Burns   | George Hayes      | Walter Werner              |
| Logan Maury   | Steve Brodie      | Klaus Miedel               |
| Carmody       | Billy House       | Walter Altenkirch          |
| Hannah        | Virginia Sale     | Alice Treff                |
| Lance Larkin  | Harry Lewis Woods | Gerhard Bienert            |
| Tim McKeon    | Frank McGlynn Sr. | Otto Stoeckel              |

Anmerkung: Die kursiv geschriebenen Namen sind Rollen und Darsteller, die nicht im Abspann erwähnt wurden.

## Veröffentlichung
Die Premiere des Films fand am 19. Februar 1947 statt. In der Bundesrepublik Deutschland kam er am 29. April 1949 in die Kinos.

## Kritiken
Der Filmkritiken-Aggregator Rotten Tomatoes hat in einer Auswertung ein Publikumsergebnis von 33 Prozent positiver Bewertungen ermittelt.
Das Lexikon des internationalen Films schrieb: „Routine-Western mit üblicher "Romantik" und zahlreichen Filmtoten, inszeniert nach standardisierten Mustern des Genres.“
Die Filmzeitschrift Cinema befand: „Mit Blick auf das Produktionsjahr muss man den leichenbepflasterten Film sicher zu den härteren Genrevertretern zählen. Ansonsten wird aber nur Routine geboten. Fazit: Schön brav nach der Genre-Schablone gezeichnet.“
Bosley Crowther von der The New York Times notierte, der Film sei nur ein weiteres Pistolendrama. Alles verlaufe nach Schema, auch eine fromme Romanze. Sogar die routinemäßige Einführung von „Gabby“ Hayes als Comedy-Element sei so frisch und trocken wie Rindsleder.
Der Kritiker des TV Guide sah einen Film, der vertraute Wege gehe, aber dabei gut unterwegs sei.